# Paul Bigot
Pour les articles homonymes, voir Bigot.
Paul Bigot, né à Orbec le 20 octobre 1870 et mort à Paris le 8 juin 1942, est un architecte français, connu pour son Plan de Rome au IVe siècle, grande maquette en plâtre réalisée en quatre exemplaires entre 1908 et 1942.

## Biographie

### Formation
Paul-Marie-Arsène Bigot étudie l’architecture à l’École nationale supérieure des beaux-arts de Paris dans les ateliers de Louis-Jules André et de Victor Laloux. Il obtient le premier grand prix de Rome en 1900 pour un projet de thermes et de casino. Il est élu membre de l’Académie des beaux-arts en 1931.

### Le plan de Bigot
À la suite d'une étude réalisée lors de son séjour à la Villa Médicis, il réalise entre 1908 et 1942 plusieurs exemplaires d'une maquette en plâtre du plan de Rome au IVe siècle dont un exemplaire a été déposé à l’université de Caen lors de la reconstruction de celle-ci. Paul Bigot a en effet été le maître de l'architecte de la nouvelle université, Henry Bernard.

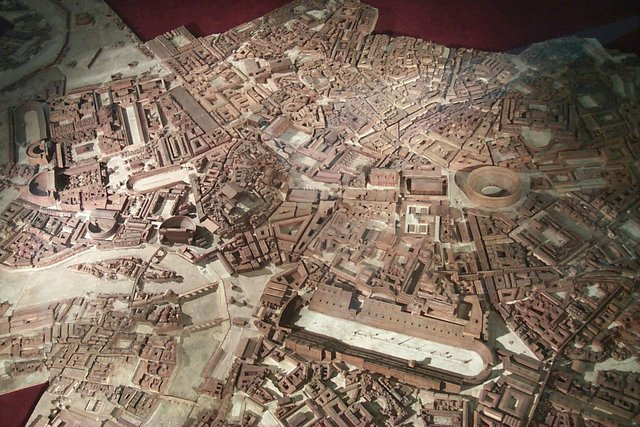
Plan de Rome de Paul Bigot à l'université de Caen.

### Architecte de la reconstruction de l'entre-deux-guerres
Il est chargé à partir de 1919 de la reconstruction puis du plan d’extension et d’embellissement de Fargniers près de Tergnier et de Saint-Quentin où il reconstruit le quartier de la gare. Il se spécialise par ailleurs dans la réalisation de monuments commémoratifs notamment liés à la Grande Guerre. Il reste en permanence en rupture avec le mouvement moderne. 

### Enseignant à l'école des beaux-arts de Paris
Il enseigne à l’École nationale supérieure des beaux-arts à partir de 1923, où il est nommé chef d’atelier en 1925 et ce jusqu'en 1940. Il aura comme élève Alexandre Courtois qui deviendra sous sa direction Premier Grand Prix de Rome, et qui assurera la direction de la suite de l'atelier Bigot à l’École nationale des Beaux-Arts à Paris. Il est par ailleurs élu à l'Académie des beaux-arts en 1931.

#### Élèves
- Henry Bernard (1912-1994)
- Alexandre Courtois (1904-1974)
- Paul-Jacques Grillo (1908-1990)
- Léon Malcotte, élève de 1932 à 1942. Puis après Bigot, élève de Auguste Perret, et Alexandre Courtois.

## Distinctions
- Officier de la Légion d'honneur (décret du 19 mai 1926). Il est nommé chevalier en 1913.

## Principales réalisations

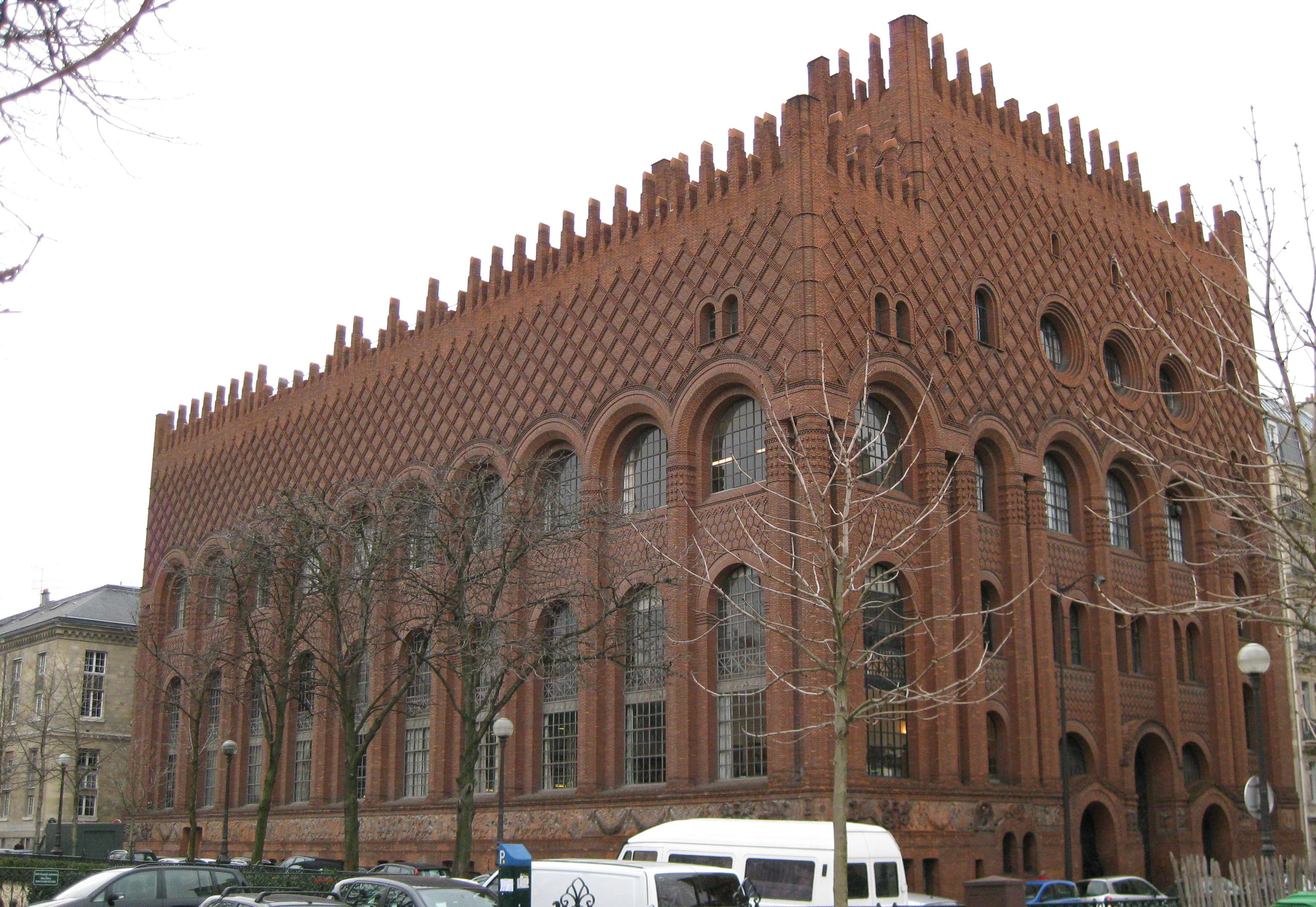
Institut d'art et d'archéologie, Paris
Monument aux morts de Caen
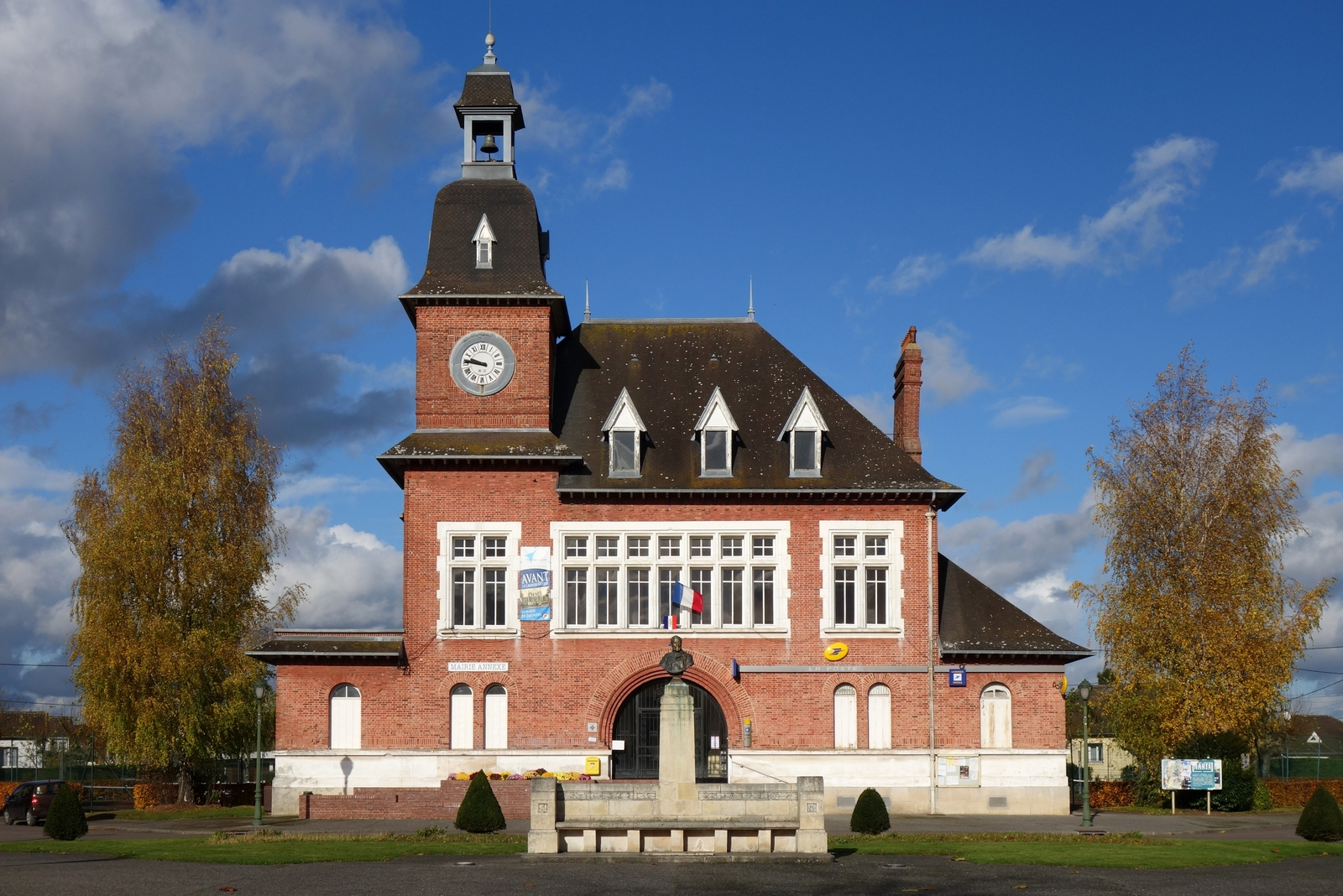
Mairie de Fargniers, place Carnégie
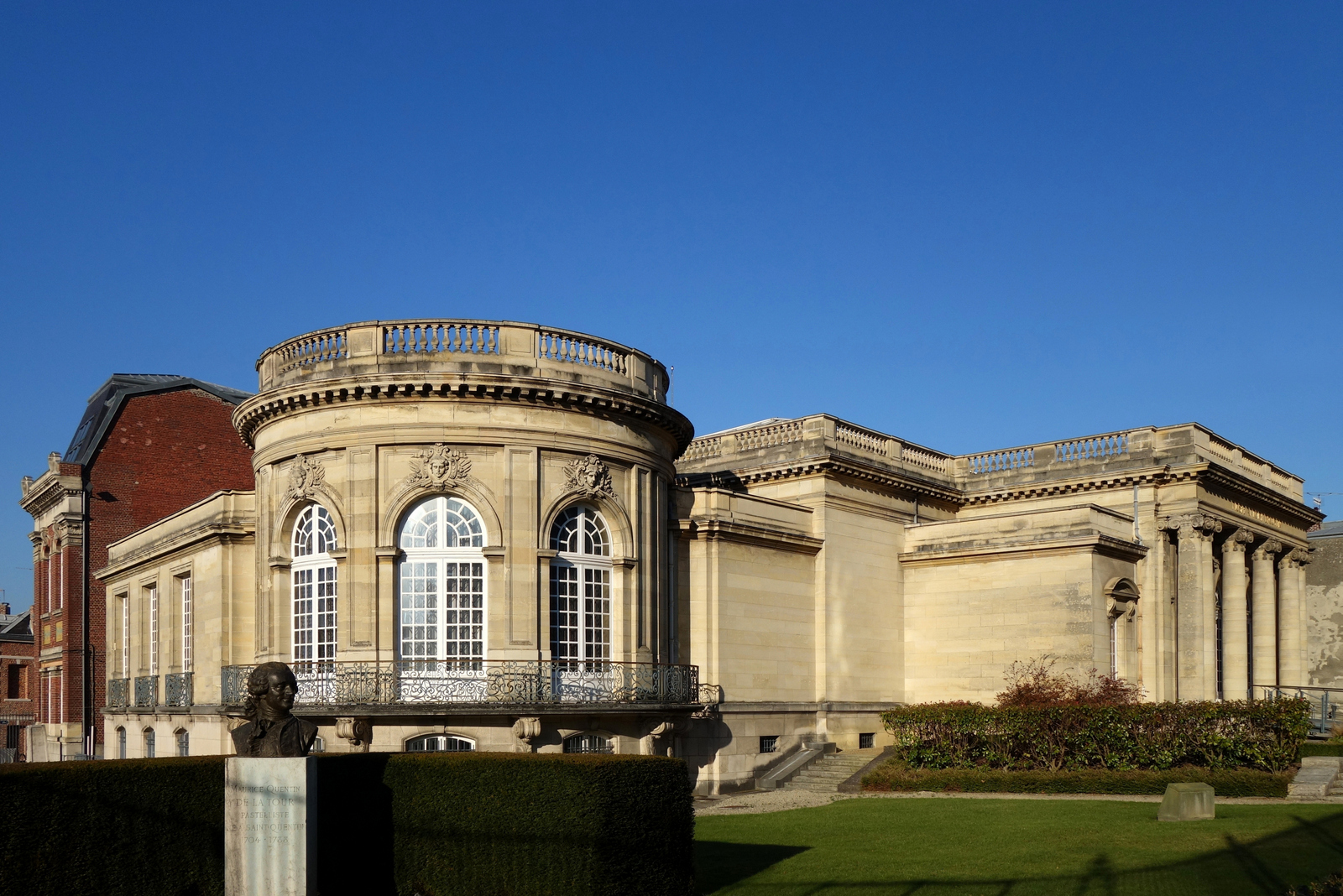
Musée Antoine-Lécuyer, Saint-Quentin

- 1922-1928 : Place Carnegie de Fargniers, actuelle commune de Tergnier (Aisne) en collaboration avec Henri-Paul Nénot (ensemble comprenant la mairie, un bureau de poste, un poste de police, une pompe, une halle, une salle d'assemblée, le foyer Carnegie, un établissement de bains, des écoles, des espaces verts et de jeux). La place fait l’objet d’une inscription au titre des monuments historiques depuis le 1er décembre 1998[1].
- 1925-1928 : Institut d'art et d'archéologie (ancienne Bibliothèque Jacques Doucet) 6 avenue de l'Observatoire et 3 rue Michelet, dans le 6e arrondissement de Paris (classé monument historique depuis 1996)[2]
- 1927 : monument aux morts, place Foch, à Caen, en collaboration avec les sculpteurs Alphonse Saladin, Raymond Bigot (bas-reliefs) et Henri Bouchard (statue)
- 1927 : musée Antoine Lécuyer à Saint-Quentin (Aisne)
- 1927 : monument aux morts de Saint-Quentin (Aisne) en collaboration avec les sculpteurs Paul Landowski et Henri Bouchard[3].
- 1930-1938 : monument commémoratif de la Première bataille de la Marne à Mondement-Montgivroux (Marne) en collaboration avec le sculpteur Henri Bouchard (inscrit MH)[4].
- 1938 : le Monument aux Mères françaises réalisé avec les sculpteurs Henri Bouchard et Alexandre Descatoire pour le jardin du Monument-aux-Mères-Françaises à Paris.